# Kyrkjeskipet
Kyrkjeskipet är en bergstopp i Antarktis. Den ligger i Östantarktis. Norge gör anspråk på området. Toppen på Kyrkjeskipet är 2 083 meter över havet.
Terrängen runt Kyrkjeskipet är varierad. Trakten är obefolkad. Det finns inga samhällen i närheten. 